# Mistrzostwa Polski w Boksie 1969

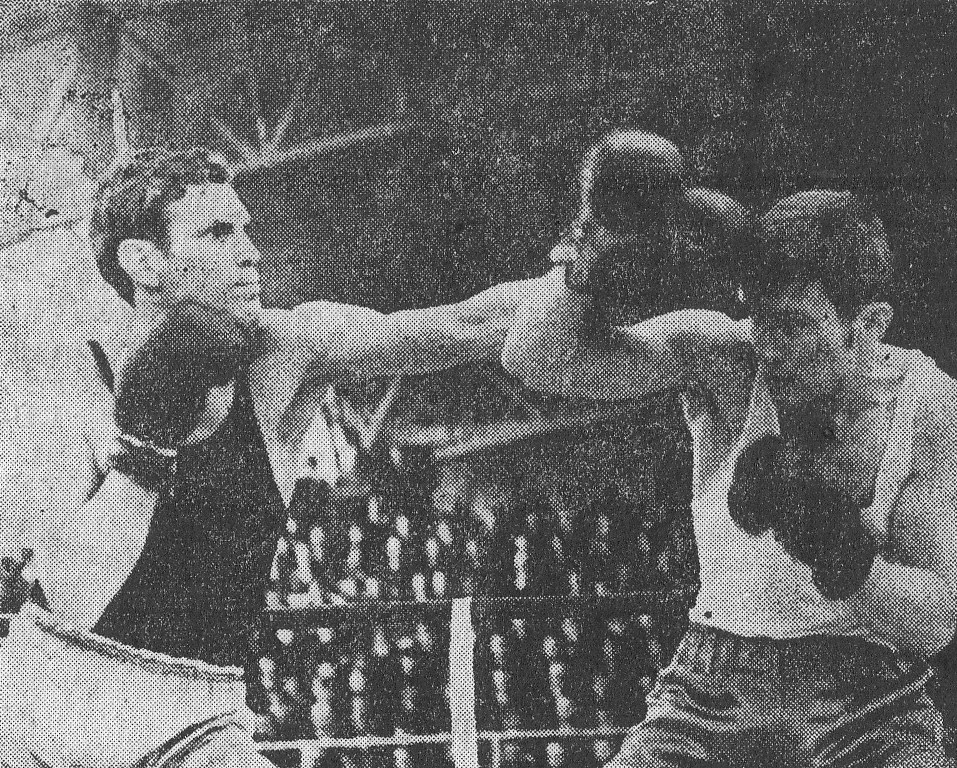
Finałowa walka Jana Szczepańskiego i Włodzimierza Caruka w wadze lekkiej

40. Mistrzostwa Polski w boksie mężczyzn odbyły się w dniach 23–30 marca 1969 roku w Mielcu.

## Medaliści
| Kategoria:                        | Złoto:                               | Srebro:                                | Brąz:                                                                      |
| waga papierowa (do 48 kg)         | Roman Rożek (Turów Bogatynia)        | Leszek Błażyński (Mazur Ełk)           | Andrzej Jagielski (Gwardia Zielona Góra) Zygmunt Kapuścik (Motor Lublin)   |
| waga musza (do 51 kg)             | Jerzy Wichman (Gwardia Warszawa)     | Hubert Skrzypczak (Wybrzeże Gdańsk)    | Roman Bratkowski (Moto Jelcz Oława) Józef Witek (Gwardia Wrocław)          |
| waga kogucia (do 54 kg)           | Janisław Kardas (Gwardia Łódź)       | Władysław Moruś (Turów Bogatynia)      | Roman Januszewski (Zawisza Bydgoszcz) Jan Kokoszka (Stal Rzeszów)          |
| waga piórkowa (do 57 kg)          | Jan Prochoń (Legia Warszawa)         | Marian Gołąb (GKS Katowice)            | Bogdan Radzikowski (Widzew Łódź) Jan Wadas (Górnik Wesoła)                 |
| waga lekka (do 60 kg)             | Jan Szczepański (Legia Warszawa)     | Włodzimierz Caruk (Gwardia Warszawa)   | Zbigniew Osztab (Stal Rzeszów) Jan Żeleźniak (Turów Bogatynia)             |
| waga lekkopółśrednia (do 63,5 kg) | Jerzy Kulej (Gwardia Warszawa)       | Ryszard Petek (Avia Świdnik)           | Krzysztof Rynkiewicz (Gwardia Łódź) Leszek Żeleźniak (Turów Bogatynia)     |
| waga półśrednia (do 67 kg)        | Sylwester Kaczyński (Legia Warszawa) | Zdzisław Filipiak (Widzew Łódź)        | Jan Kaczorowski (Jas-Mos Jastrzębie) Piotr Osiak (Lublinianka)             |
| waga lekkośrednia (do 71 kg)      | Wiesław Rudkowski (Legia Warszawa)   | Stefan Skałka (Hutnik Nowa Huta)       | Ludwik Kaczmarek (Zawisza Bydgoszcz) Janusz Mozolewski (Gwardia Białystok) |
| waga średnia (do 75 kg)           | Edmund Hebel (Wybrzeże Gdańsk)       | Janusz Gortat (Legia Warszawa)         | Czesław Ptak (Turów Bogatynia) Maciej Stańczykowski (Gwardia Łódź)         |
| waga półciężka (do 81 kg)         | Jan Fabich (Wybrzeże Gdańsk)         | Tadeusz Zaborowski (Zawisza Bydgoszcz) | Stanisław Dragan (Hutnik Nowa Huta) Mieczysław Wółkiewicz (Avia Świdnik)   |
| waga ciężka (powyżej 81 kg)       | Ludwik Denderys (Gwardia Wrocław)    | Tadeusz Kubacki (Gwardia Łódź)         | Wiesław Górecki (Stal Mielec) Erwin Żurek (Unia Oświęcim)                  |